# Тьєррі Бін
Тьєррі Чантхачирі Бін (нар. 1 червня 1991, Вільпент, Франція) — французький та камбоджійський футболіст, півзахисник клубу «Вісакха» та національної збірної Камбоджі.

## Клубна кар'єра
Футболом розпочав займатися у «Страсбурі». 2008 року підписав перший дорослий контракт, зі скромним французьким клубом «Бретені». Після цього виступав за інші нижчолігові французькі клуби «Сен-Жан-ле-Блан» та «Обервільє». У 2012 році виїхав на історичну батьківщину, де став гравцем «Пномпень Краун» з Прем'єр-ліги Камбоджі.
|  | «Моя мета з цим клубом — виграти якомога більше титулів і знову зробити його найкращим клубом Камбоджі» |

Ледве вийшовши з літака, який доставив його з Парижа в Пномпень, в аеропорту його зустріли з десяток журналістів. У 2014 та 2015 році разом з командою вигравав національний чемпіонат. У футболці «Пномпень Краун» зіграв 54 матчі та відзначився 9-ма голами в чемпіонаті Камбоджі. У 2017 році переїхав до сусіднього Таїланду, де став гравцем «Крабі» з Другої ліги чемпіонату. Проте закріпитися в Таїланді не вдалося, тому для отримання ігрової практики відправився в оренду на батьківщину до «Електрік дю Камбодж». У 2018 році виїхав до Малайзії, де підписав контракт з «Теренггану». У Суперлізі Малайзії зіграв 50 матчів. 4 грудня 2019 року повернувся до Таїланду, де став гравцем «Сухотая» з Ліги Таїланду 1. Проте вже в січні наступного року тайський клуб розірвав угоду з камбоджійцем. Наприкінці січня 2020 року переїхав до Малайзії, де приєднався до «Перака» з Іпоха, який виступав у Суперлізі Малайзії (провів 8 матчів). У грудні 2020 року повернувся в Камбоджу, де підписав контракт з «Вісакхою».

## Кар'єра в збірній
У 2007 році провів один поєдинок у футболці юнацької збірної Франції (U-17). Тьєррі Бін висловив бажання грати за Камбоджу ще з ранніх років, але він не зміг офіційно дебютувати через інструкції ФІФА щодо громадянства. Тому він переважно грав у неофіційних товариських матчах. У 2013 році провів 8 матчів за олімпійську збірну Камбоджі на Південноазійських іграх 2013. З 2015 року виступає за національну збірну Камбоджі. У футболці національної команди дебютував 17 березня 2015 року у поєдинку кваліфікації чемпіонату світу проти Макао на Олімпійському стадіоні Макао, а на 28-й хвилині відзначився першим голом за збірну Камбоджі.

## Особисте життя
Тьєрі народився в передмісті Парижа, Вільпента, в родині камбоджійців. Близький друг з Бориса Кока та Дані Коуша, двох інших франко-камбоджійців, які грають за «Пномпень Краун».

## Статистика виступів

### У збірній

#### По матчах
| Дата     | Місто   | Господарі | Результат | Гості    | Турнір                    | Голи | Примітки |
| -------- | ------- | --------- | --------- | -------- | ------------------------- | ---- | -------- |
| 8-6-2022 | Колката | Індія     | 2 – 0     | Камбоджа | Відбір до Кубка Азії 2023 | -    |          |
| Усього   |         | Матчів    | 1         |          | Голів                     | 0    |          |

#### Забиті м'ячі
Рахунок та результат збірної Камбоджі в таблиці подано на першому місці.
| #  | Дата            | Місце                                    | Суперник  | Рахунок | Результат | Змагання                           |
| -- | --------------- | ---------------------------------------- | --------- | ------- | --------- | ---------------------------------- |
| 1. | 17 березня 2015 | Ештадіу Кампу Деспортіву, Тайпа, Макао   | Макао     | 1–0     | 1–1       | кваліфікація чемпіонату світу 2018 |
| 2. | 29 серпня 2015  | Раджмангала, Бангкок, Таїланд            | Лаос      | 1–1     | 1–2       | Товариський матч                   |
| 3. | 9 жовтня 2016   | Олімпійський стадіон, Пномпень, Камбоджа | Шрі-Ланка | 2–0     | 4–0       | Товариський матч                   |

## Досягнення
«Пномпень Краун»
- Прем'єр-ліга Камбоджі
  -  Чемпіон (2): 2014, 2015

«Перак»
- Щит Єдності
  -  Володар (1): 2020

«Вісаха»
- Кубок Камбоджі
  -  Володар (2): 2021, 2022